# الجيوش الرومانية في معركة ستالينغراد
شارك الجيشان الرومانيان الثالث والرابع، في معركة ستالينغراد، وساعدا في حماية الجناحين الشمالي والجنوبي على التوالي للجيش الألماني السادس أثناء محاولته غزو مدينة ستالينغراد، التي دافع عنها الجيش الأحمر السوفيتي من منتصف حتى أواخر عام 1942. كانت هذه القوات، التي عانت من فرق القوة والتجهيز السيئ، غير قادرة على إيقاف هجوم نوفمبر للجيش السوفيتي (عملية أورانوس)، الذي اخترق كلا الجناحين محاصرًا بذلك الجيش السادس في ستالينغراد. عانى الرومانيون من خسائر فادحة، ما أنهى فعليًا قدرتهم الهجومية على الجبهة الشرقية لما تبقى من الحرب.

## خلفية
بعد اتفاق مولوتوف-ريبنتروب في أغسطس 1939، خسرت رومانيا نحو ثلث أراضيها دون إطلاق طلقة واحدة، إذ ضُمت بيسارابيا وشمال بوكوفينا من قبل الاتحاد السوفيتي في 28 يونيو 1940، بعد استسلام رومانيا للبلاغ النهائي السوفيتي. نتيجةً لذلك، أُجبر الملك كارول الثاني على التنازل عن العرش في سبتمبر 1940، ووصل الجنرال يون أنتونيسكو إلى السلطة.
في أكتوبر، انضمت رومانيا إلى المحور وأعربت عن استعدادها لحملة عسكرية ضد الاتحاد السوفيتي، من أجل استعادة المقاطعات التي تُخلي عنها في يونيو. بعد حملة صيفية ناجحة للغاية في عام 1941 كجزء من مجموعة الجيوش الجنوبية، استعادت القوات المسلحة الرومانية المنطقة الواقعة بين نهري بروت ودنيستر. قرر الجنرال أنتونيسكو الاستمرار في التقدم إلى جانب الفيرماخت، متجاهلًا شكوك القيادة الرومانية العليا حول إمكانية استمرار حملة حرب متنقلة في عمق الأراضي السوفيتية. في أكتوبر 1941، احتل الجيش الروماني الرابع أوديسا بعد حصار طويل الأمد تسبب في أكثر من 80,000 ضحية من الجانب الروماني، وتدمير شديد والعديد من الضحايا بين السكان المدنيين (مذبحة أوديسا). شهد ربيع وصيف عام 1942 اشتراك الجيشين الرومانيين الثالث والرابع في معركة القرم ومعركة القوقاز. بحلول خريف عام 1942، كان الجيشان على استعداد للانضمام إلى الهجوم على ستالينغراد.

## تمهيد

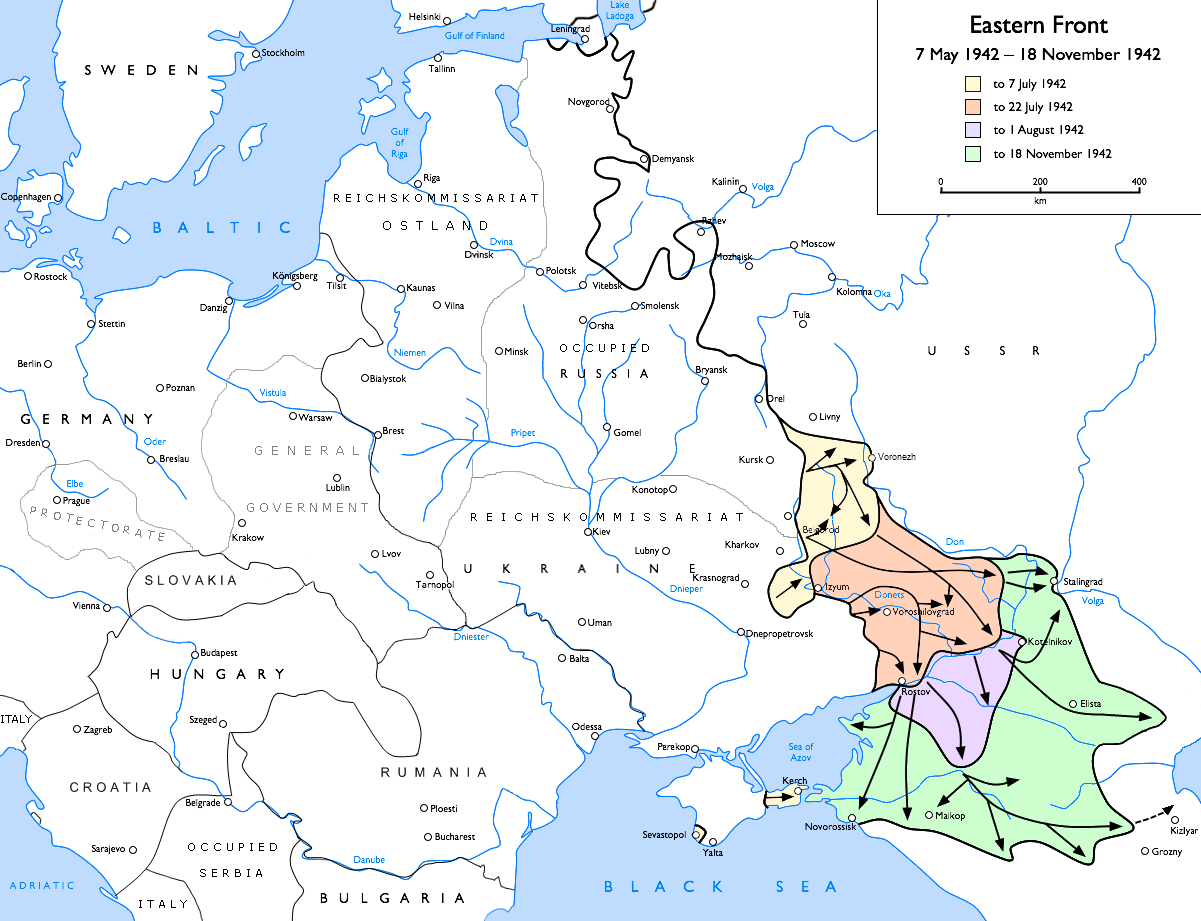
تقدم الألمان على الجبهة الشرقية خلال الفترة من 7 مايو حتى 18 نوفمبر عام 1942

في سبتمبر 1942، اتخذ الجيشان الروماني الثالث والرابع مواقعهما حول ستالينغراد مع العناصر الأولى لسلاح الجو الروماني: في 16 سبتمبر المجموعة المقاتلة السابعة، وفي 25 سبتمبر مجموعة القاذفات الخامسة، وفي 4 أكتوبر وصلت القاذفة الأولى والمقاتلة الثامنة و6 مقاتلات قاذفة ومجموعة القاذفات الثالثة بمهمة توفير الدعم الجوي للجيشين الثالث الروماني والسادس الألمانية.
نُقل الجيش الروماني الثالث، بقيادة الجنرال بيترى دوميتريسكو، من القوقاز وحل محل خمس فرق إيطالية واثنتين ألمانيتين بين بليز بيريكوبكا وبوكوفكايا، بمهمة الدفاع عن جبهة بطول 138 كم، تتجاوز قدراته. لجعل الأمور أسوأ، كان لدى السوفييت رأسي جسرين فوق نهر الدون، في سرافيموفتش وكليتسكا، الأمر الذي تجاهلته القيادة العليا الألمانية، على الرغم من الطلبات المتكررة من قبل الجنرال دوميتريسكو بالحصول على إذن لإزالتها. في بداية الهجوم السوفيتي في نوفمبر 1942، كان للجيش الثالث قوة اسمية من 152,492 جندي روماني و11,211 جندي ألماني، تتكون من فيالق الجيش الأول والثاني والرابع والخامس في صف واحد (فرقة الفرسان الأولى، وفرق المشاة 5 و6 و7 و9 و11 و12 و13 و14) من الغرب إلى الشرق، مع وجود فرقة الفرسان السابعة وفرقة المشاة 15 في الاحتياط. كانت فرقة الاستطلاع بعيد المدى (دي أو-17إم) وأسراب الاتصال 112 (الأسطول جي 10) أيضًا تحت تصرفه. في نوفمبر وصل فيلق بانزر الثامن والأربعون الألماني، المكون من فرقة بانزر 22 والشعبة المدرعة الأولى (رومانيا)، والذي وضع أيضًا في الاحتياط. كان لديه أيضًا أفواج المدفعية الثقيلة المتنقلة 2 و4 و5 و8، والكتيبة المستقلة للمدفعية الثقيلة المتنقلة 41. مقابل الجيش الثالث كانت الجبهة الجنوبية الغربية (جيش الحرس الأول السوفيتي، جيش الدبابات الخامس والجيش الحادي والعشرون)، بقوة مذهلة من 5,888 قطعة مدفعية و728 دبابة و790 طائرة.